# Tàu tuần tra lớp KN-750
KN-750 là một lớp tàu tuần tra cỡ trung do một loạt các nhà máy đóng tàu trực thuộc SBIC thi công và đóng tại Việt Nam, được thiết kế bởi Công ty Cổ Phần Kỹ thuật Đóng Tàu Việt Nam và đựợc đăng kiểm bởi Cục Đăng kiểm Hải Quân. KN là viết tắt của từ Kiểm Ngư, còn 750 là lượng choán nước theo thiết kế ban đầu đề ra. 

## Thông tin
Hợp đồng đóng tàu đợt 1 cho 30 chiếc tàu kiểm ngư cỡ trung mang số hiệu thiết kế KN-750 được công bố ngày 08/04/2016 nhưng thực tế đã được thi công từ trước đấy ít nhất 6 tháng, trên thực tế vào tháng 3 năm 2016, nhà máy X51 đã hạ thủy chiếc KN-265. Lễ ký kết hợp đồng đóng mới tàu kiểm ngư cỡ trung đợt 2 với số lượng 20 chiếc cũng đã được ký kết giữa Bộ tư lệnh Hải quân và SBIC vào cuối năm 2016, nâng tổng số tàu KN-750 được đóng cho lực lượng Kiểm Ngư lên 50 tàu và toàn bộ 50 tàu đã hoàn thành vào cuối năm 2017, đầu năm 2018, KN-750 cùng với hơn 60 chiếc tàu kiểm ngữ cỡ nhỏ lớp TK-1428C được đóng trong 5 đợt đã trở thành xương sống cho lực lượng Kiểm ngư Việt Nam thực hiện công tác thực thi pháp luật trên biển, cứu hộ cứu nạn và bảo vệ ngư dân.
Tính tới thời điểm hiện tại, chỉ có vùng Kiểm ngư số 2, số 3 và số 4 mới có những chiếc Tàu KN-750, số lượng theo thống kế là:
Vùng 2: 260, 261, 262, 263, 264, 265, 266, 267, 268, 269, 270, 271, 272, 273, 274, 275, 276, 277
Vùng 3: 360, 361, 362, 363, 364, 365, 366, 367, 368, 369, 370, 371, 372, 373, 374, 375
Vùng 4: 460, 461, 462, 463, 464, 465, 466, 467, 468, 469, 470, 471, 472, 473, 474, 475
Ngoài ra còn có thể kể đến 2 tàu Kiểm ngư cỡ trung số hiệu KN-168 và KN-568 thuộc lớp KN-3600 là lớp tàu chị em với KN-3600 được đóng bởi Nhà máy Z189, trên giấy tờ thông số giữa KN-750 và KN-3600 không có nhiều khác biệt, dường như KN-3600 là phiên bản hoàn thiện của KN-750.
Tới năm 2019, vẫn chưa có dấu hiệu sẽ tiếp tục thi công đóng mới các tàu KN-750 hay KN-3600 hay các lực lượng kiểm ngư, cảnh sát biển hay biên phòng, tuy nhiên không loại trừ các tàu KN-750 hay KN-3600 sẽ được đóng và trang bị cho các đội Hải đội dân quân thường trực tại 14 tỉnh, với định hướng xây dựng lực lượng 126 tàu hải đội dân quân thường trực.

## Thiết kế
Tàu có trọng tải choán nước là 700 tấn (tiêu chuẩn) khi không tải, và gần 770 tấn khi toàn tải. Chiều dài dài nhất 56.2m, chiều rộng rộng nhất 8.2m, mớn nước 4.3 m. Tàu có 2 máy chính 6EY26W do YANMAR(Nhật Bản) sản xuất nên tàu đạt tốc độ tối đa 18 hải lý/giờ, tầm hoạt động 5000 hải lý khi tàu chạy ở tốc độ kinh tế 10 hải lý/giờ. Tàu hoạt động liên tục trên biển 60 ngày đêm, có khả năng hoạt động trong điều kiện sóng cấp 5 và chạy trong điều kiện gió cấp 9, 10 và sóng cấp 8.

## Vũ khí
Về vũ trang, tàu được trang bị súng máy phòng không 14,5 mm.
Súng máy 14.5mm (Súng máy 14.5mm MTPU): súng được thiết kế để lắp đặt trên tàu chiến, tầm bắn đến 2000m và độ cao đến 1500m. Để bắn mục tiêu trên không, trên mặt biển và mặt đất, có thể dùng các loại đạn xuyên phá B-32, đạn vạch đường BZT và đạn phá MDZ với tốc độ bắn ít nhất 450 viên/phút và cơ số đạn 1500 viên. Tàu được trang bị 2 khẩu 14.5mm, với trọng lượng của hệ thống súng và giá súng tổng cộng khoảng 400 kg, hệ thống súng máy dài 2.8m, rộng 0.865m, cao 1.5-1.8m với góc bắn mục tiêu trên cao từ - 15 độ đến + 60 độ.